# أرب 107
Arp 107 هو اصطدام مجري، يقع في كوكبة الأسد الأصغر.

## روابط خارجية
- أرب 107 على موقع ويكي سكاي: DSS2, SDSS, GALEX, IRAS, Hydrogen α, X-Ray, Astrophoto, Sky Map, Articles and images